# روکیتنو (شهرستان میندزیژچ)
روکیتنو (به لهستانی:  Rokitno) یک روستا در لهستان است که در گمینا پژتوچنا واقع شده‌است. روکیتنو ۴۷۰ نفر جمعیت دارد.